# 米凱爾·克龍-德利
米凯尔·克龙-德利（丹麥語：Michael Krohn-Dehli，發音：[ˈmiˌkʰɛˀl ˈkʰʁoˀn ˈte̝ːli]；1983年6月6日—）是一名丹麥翼鋒球員。

## 國家隊生涯
克龙-德利在2006年10月11日作客瓦都茲對列支敦士登的2008年歐洲國家盃外圍賽首度為國家隊披甲，球隊最終4-0獲勝。
2010年世界盃後，克龙-德利漸漸取得較穩定的上陣機會，多與羅美度分任左右兩翼。
2012年歐洲國家盃外圍賽最後一場分組賽，高朗-達利於左路推進後切入中路起腳，成功射破葡萄牙的大門。最終2-1的勝局令丹麥得以小組首名晉身2012年歐洲國家盃決賽周。
高朗-達利在2012年歐洲國家盃擔任正選左翼，並攻入兩球，當中包括首場對荷蘭的賽事一箭定江山。

### 國家隊入球
所有比分以丹麥入球先行。
| # | 日期           | 場地             | 對手     | 入球 | 賽果 | 賽事                   |
| - | -------------- | ---------------- | -------- | ---- | ---- | ---------------------- |
| 1 | 2011年3月30日  | 斯洛伐克特爾納瓦 | 斯洛伐克 | 2-1  | 2-1  | 友誼賽                 |
| 2 | 2011年10月7日  | 塞浦路斯尼科西亞 | 賽普勒斯 | 3-0  | 4-1  | 2012年歐洲國家盃外圍賽 |
| 3 | 2011年10月11日 | 丹麥哥本哈根     | 葡萄牙   | 1-0  | 2-1  | 2012年歐洲國家盃外圍賽 |
| 4 | 2011年11月11日 | 丹麥哥本哈根     | 瑞典     | 2-0  | 2-0  | 友誼賽                 |
| 5 | 2012年6月9日   | 烏克蘭哈爾科夫   | 荷蘭     | 1-0  | 1-0  | 2012年歐洲國家盃       |
| 6 | 2012年6月17日  | 烏克蘭利維夫     | 德国     | 1-1  | 1-2  | 2012年歐洲國家盃       |

## 職業數據
以下是高朗-達利的職業數據︰
| 賽季    | 球會         | 上陣 | 入球 | 聯賽           |
| ------- | ------------ | ---- | ---- | -------------- |
| 2004/05 | RKC華域克    | 031  | 02   | 荷蘭甲組聯賽   |
| 2005/06 | RKC華域克    | 017  | 0    | 荷蘭甲組聯賽   |
| 2006/07 | 阿積士       | 03   | 0    | 荷蘭甲組聯賽   |
| 2006/07 | 鹿特丹斯巴達 | 012  | 01   | 荷蘭甲組聯賽   |
| 2007/08 | 阿積士       | 01   | 0    | 荷蘭甲組聯賽   |
| 2008/09 | 邦比         | 028  | 05   | 丹麥超級聯賽   |
| 2009/10 | 邦比         | 032  | 04   | 丹麥超級聯賽   |
| 2010/11 | 邦比         | 029  | 012  | 丹麥超級聯賽   |
| 2011/12 | 邦比         | 027  | 05   | 丹麥超級聯賽   |
| 2012/13 | 邦比         | 06   | 0    | 丹麥超級聯賽   |
| 2012/13 | 切爾達       | 034  | 01   | 西班牙甲組聯賽 |
| 2013/14 | 切爾達       | 031  | 0    | 西班牙甲組聯賽 |
| 2014/15 | 切爾達       | 036  | 01   | 西班牙甲組聯賽 |
| TOTAL   | TOTAL        | 287  | 31   |                |

## 榮譽
個人
- 邦比最佳球員: 2010 [5], 2011 [6][7]